# Constituição do Lesoto
A Constituição do Lesoto é o conjunto de leis que regem o Reino do Lesoto. Foi adotada em 1993 e revisada cinco vezes. 